# Eduard von Badenfeld
Eduard Karl Franz Heinrich Eusebius Johann Sarkander Czeike von Badenfeld (* 14. August 1800 in Troppau, Österreichisch Schlesien; † 6. Dezember 1860 in Roßwald, Schloss Hoditz), bekannt unter dem Pseudonym Eduard Silesius, war ein österreichischer Schriftsteller. 

## Leben
Eduard von Badenfeld hatte seit 1808 Faustin Ens († 1858), den späteren Troppauer Lehrer und Mitbegründer des dortigen Gymnasialmuseums, zum Erzieher.
Er studierte gemeinsam mit Johann Ludwig Deinhardstein, Friedrich Halm, Nikolaus Lenau, Eduard von Bauernfeld und Johann Gabriel Seidl an der Universität Wien Rechtswissenschaften und hörte Vorlesungen bei Anton Joseph Stein. Während seines Studiums gehörte er ab 1816 dem Wiener Burschenschaftlichen Kreis an. Er trat 1826 in den Staatsdienst und wurde Kreiskommissar, wurde 1840 Hofkonzipist, verließ den Staatsdienst jedoch später wieder und lebte als Privatier in Dresden.
Er betätigte sich als Schriftsteller und pflegte die lyrische und didaktische Poesie, das Drama und die Philosophie und veröffentlichte zahlreiche literarische Beiträge in Wiener Zeitschriften und Almanachen. Viele seiner Schriften, besonders die Reiseschilderungen, sind im Geiste der Kalobiotik (Kunst, ein ausgeglichenes, harmonisches Leben zu führen, das der geistigen Natur des Menschen entspricht) verfasst. Aufgrund seines populärphilosophischen Standpunktes war er ein entschiedener Gegner der Schule Georg Wilhelm Friedrich Hegels; er kann vielmehr als Vertreter der späten nachkantianischen Moralpsychologie gelten.
Eduard von Badenfeld nahm sich aus Schwermut das Leben. Er wurde auf dem alten Friedhof bei der Kirche in Roßwald bei seinen beiden Ehefrauen begraben, nach der Auflassung des alten Friedhofes wurden ihre Leichname zwischen 1871 und 1873 auf den neuen Friedhof umgebettet.

## Familie
Eduard von Badenfeld wurde als Sohn des Großgrundbesitzers Karl Josef Czeike Ritter (seit 1788), Freiherr (seit 1827) von Badenfeld und dessen Ehefrau Katharina, geb. von Hauer (* unbekannt; † 20. April 1855 in Wien), geboren. Sein Großvater väterlicherseits Carl Anton Czeika (* 29. Mai 1732; † 1809 in Troppau) war Tuchfabrikant und wurde 1771, aufgrund seiner Verdienste in der Tuchfabrikation, von Erzherzogin Maria Theresia in den Ritterstand mit dem Prädikat von Badenfeld erhoben. Der Vater von Eduard von Badenfeld erhielt durch Kaiser Franz I. Stephan die Freiherrnwürde aufgrund seiner Verdienste zur Hebung der Landeskultur, insbesondere die Veredlung der Schafzucht in Mähren, Galizien und Kroatien sowie seiner Tätigkeit als schlesischer Deputierter bei der vereinigten Einlösungs- und Tilgungsdeputation.
Seine Geschwister waren:
- Karl Borromäus Czeike von Badenfeld, (* 30. März 1794 in Troppau; † unbekannt), Herr zu Drzewohostitz, Mitbesitzer der erzbischöflichen Lehen Roßwald, Füllstein, Ober- und Nieder-Paulowitz, verheiratet mit Marie Philippine, Gräfin Erdödy von Monyorökerek und Monoszló (* 5. Juni 1799; † unbekannt);
- Wilhelm Czeike von Badenfeld (* 1799; † 1863), Herr der Herrschaft Rochlowicz in Galizien und Landeshauptmann der Fürstentümer Troppau und Jägerndorf, Abgeordneter des Fürsten Aloys Liechtenstein, verheiratet mit Emilie geb. Gräfin Chorinsky, Freiin von Ledske (* 4. September 1810; † unbekannt);

1827 heiratete Eduard von Badenfeld in 1. Ehe Maria Anna Corbon de Lery und 1841 in 2. Ehe mit deren Schwester Adelheid Corbon de Lery; er hatte sechs Kinder: 
- Laura Czeike von Badenfeld (* unbekannt; † unbekannt), verheiratet mit Ludwig Freiherr von Gruttschreiber, Herr von Czopkendorf, Gutsbesitzer in Slawonien;
- Eduard Ludwig Czeike von Badenfeld (* 28. November 1830; † 1870), königlich preußischer Leutnant im 6. Infanterie-Regiment;
- Adelheid Czeike von Badenfeld (* 1832; † unbekannt);
- Franz Czeike von Badenfeld (* 20. April 1833; † 18. Mai 1890), erzbischöflicher Alumnus in Olmütz und später Rittmeister in Baden bei Wien;
- Franzisca Czeike von Badenfeld (* 1837; † unbekannt);
- Karl Czeike von Badenfeld (* 1839; † unbekannt).

## Schriften (Auswahl)
- Johann Wenzel Kalliwoda; Eduard von Badenfeld; Carl Wilhelm Karnstädt; Amalie Christine zu Fürstenberg: Drei Gesänge für eine Sopran- oder Tenor-Stimme: mit Begleitung des Pianoforte und Violoncelle; op. 91. Leipzig: Peters 1835.
- Hanswurst's Verbannung. Wien 1836.
- Tag- und Nachtfalter (Novellen). Bunzlau 1837.
- Alraunen. Märchen. 1839.
- Gustav Barth; Eduard von Badenfeld: Der Einsame: op. 3; Gedicht von Eduard Silesius. Wien: Berka 1840.
- Der Kampf um Tirol (2 histor. Schauspiele). Bunzlau 1842.
- Spaziergang durch die Alpen vom Traunstein zum Montblanc - Von Wien bis zur Gotthartstraße. Wien: Gerold, 1844.
- Spaziergang durch die Alpen vom Traunstein zum Montblanc - Von der Gotthardstraße bis zum Montblanc. Wien: Gerold, 1844.
- Spaziergang durch die Alpen vom Traunstein zum Montblanc - Vom Montblanc durch die südwestliche Schweiz, Savoyen und Ober-Italien nach Wien zurück. Wien: Gerold, 1844.
- Ein neues Buch von den göttlichen Dingen oder Philosophie eines Weltmannes. Leipzig Teubner 1845.
- Bühnenspiele. Wien 1847.
- Anfangsgründe der Psychologie für die nicht studirende Jugend und für ältere Freunde einer populären Lebensweisheit: Wien: 1848.
- Ewiges im Zeitenwechsel Dresden & Leipzig: Arnold, 1848.
- Der moderne Materialismus in seiner Nichtigkeit und Erbärmlichkkeit oder Karl Vogt, der Physiologe der Frankfurter Nationalversammlung, ein für allemal aus dem Tempel der Philosophie hinausgeworfen. Leipzig: Teubner, 1849.
- Episode aus dem Leben des Herrn Otto Wilhelm von Zastrow in Berlin: nebst einem Streiflichte auf Ehren-Müller aus Uri. Leobschütz 1859.
- Die noble Passion des Jagens oder der Nimrodismus vor dem Forum der Humanität und höhern Bildung. Leobschütz: Hensel in Comm., 1860.
- Alpenbilder aus Tirol. 1860.
- Reisenebelbilder (travelling - dissolving - views) aus alten bessern Tagen des Friedens und der Lebenslust. Leobschütz, 1861.
- Der Unsinn und die Unzucht des Duells. Stuttgart 1861.